# Laxá

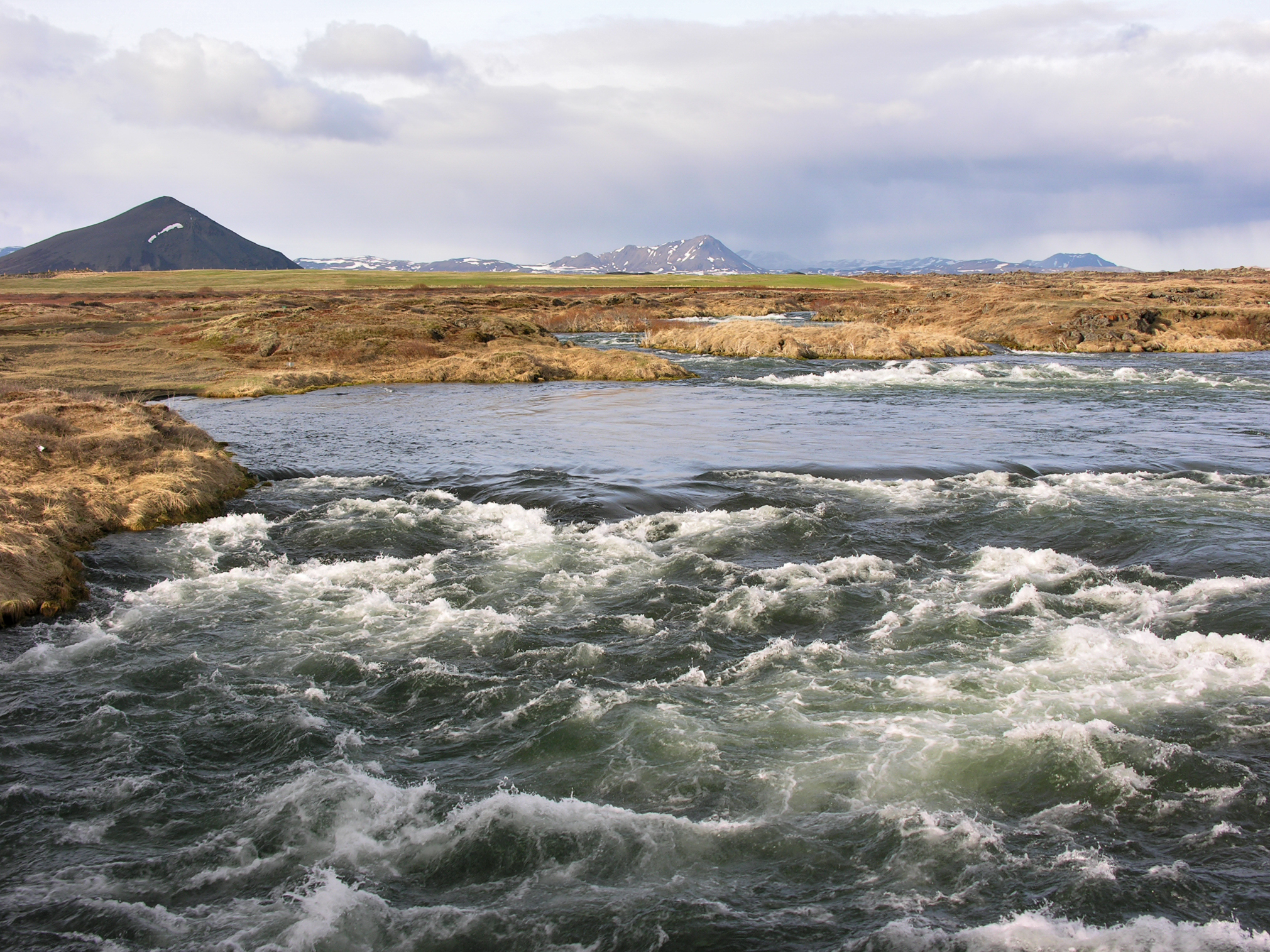
Laxá í Aðaldal nära sin källa i sjön Mývatn.

Laxá är en älv på norra Island. Där finns tre vattenkraftverk. Laxá är känd för sitt fågelliv och för sitt laxfiske.

## Beskrivning
Laxá har sin källa i sjön Mývatn, som bildades genom att lavaflöden en gång i tiden dämde upp Laxá. Älven har ett rikt fågelliv. Här häckar stora mängder av strömänder. Laxá är ett av Islands bästa laxfiskevatten.

## Laxárstöð
Laxárstöð var det första vattenkraftverket i Laxá . Kraftverket har två Francisturbiner, varav den första invigdes 1939 och den andra 1944. Den installerade kapaciteten är 5 MW.

## Laxárstöð II
Laxárstöð II utnyttjar en fallhöjd på 29 meter. Den byggdes mellan 1950 och 1952, har en Francisturbin och en installerad kapacitet på 9 MW.
Tilloppsröret från dammen är 378 meter långt, fyra meter i diameter och tillåter 40 ton vatten per sekund.

## Laxárstöð III
Laxárstöð III togs i bruk 1973, har en Francisturbin och en installerad kapacitet på 13,5 MW. Fallhöjden är 39 meter.